# 조선의 유학자
조선의 정치 이념은 성리학이었다. 성리학은 고려말에 들어와 신진사대부를 중심으로 정치, 사회, 윤리의 척도로 받아들여졌다. 그 때문에 대표적인 조선의 유학자는 동시에 대표적인 조선의 정치가이기도 하다.

## 대표적인 조선의유학자

### 조선 초기
- 이숭인 (호: 도은, 1347~1392)
- 정몽주 (호: 포은, 1338~ 1392)
- 길재 (호: 야은, 1353~1419)
- 김숙자 (호: 강호, 1389∼1456)
- 김종직 (호: 점필재, 1431~1492)
- 정여창 (호:  일두, 1450∼1504)
- 김굉필 (호: 한훤당, 1454~1504)
- 김일손 (호: 탁영, 1464~1498)
- 조광조 (호: 정암, 1482~1519)
- 김안국 (호: 모재, 1478~1543)
- 김정국 (호: 사재, 1485~1541)

### 조선 중기
- 서경덕 (호: 화담, 1489~1546)
- 이언적 (호: 회재, 1491~1553)
- 백인걸 (호: 휴암, 1497~1579)
- 성수침 (호: 청송, 1493~1564)
- 이항 (호: 일재, 1499~1576)
- 조식 (호: 남명, 1501~1572)
- 이황 (호: 퇴계, 1501~1570)
- 김인후 (호: 하서, 1510-1560)
- 기대승 (호: 고봉, 1527~1572)
- 송익필 (호: 구봉, 1534∼1599)
- 성혼 (호: 우계, 1535~1598)
- 이이 (호: 율곡, 1536~1584)
- 류성룡 (호: 서애, 1542~1607)
- 정구 (호: 한강, 1543~1620)
- 김장생 (호: 사계, 1548~1631)
- 정경세 (호: 우복, 1563~1633)
- 안방준 (호: 은봉, 1573~1654)
- 김집 (호: 신독재, 1574~1656)
- 서사선 (호: 동고, 1579~1651)
- 송준길 (호: 동춘당, 1606~1672)
- 송시열 (호: 우암, 1607~1689)

### 조선 후기
- 박세채 (호: 남계, 1631~1695)
- 권상하 (호: 수암, 1641~1721)
- 김창협 (호: 농암, 1651~1708)
- 이재 (호: 도암, 1680~1746)
- 윤봉구 (호: 병계. 1681~1767)
- 임성주 (호: 녹문, 1711~1788)
- 이항로 (호: 화서, 1792~1868)
- 기정진 (호: 노사, 1798~1879)
- 이진상 (호: 한주, 1818~1886)
- 전우 (호:간재, 1841~1922)

### 조선 유학의 주요 논쟁
- 태극무극논쟁 : 성리학의 주요 개념인 태극의 성격을 둘러싸고 이언적과 조한보[1]를 중심으로 벌인 논쟁.
- 사칠이기논쟁 : 사단과 칠정의 관계에 대한 이해를 둘러싸고 조선의 유학자 간에 이루어진 논쟁. 이황과 기대승 간의 논쟁이 유명하다.

## 같이 보기
- 동방 18현

## 참고 문헌
- 《논쟁으로 보는 한국 철학》, 한국철학사상연구회, 예문서원, 서울, 1995